# Homohadena kappa
Homohadena kappa är en fjärilsart som beskrevs av Augustus Radcliffe Grote 1874. Homohadena kappa ingår i släktet Homohadena och familjen nattflyn. Inga underarter finns listade i Catalogue of Life.